# Iryna Chuzhynova
Iryna Valeriïvna Chuzhynova (em ucraniano:  Ірина Валеріївна Чужинова; Jitomir, 7 de agosto de 1972) é uma ex-ciclista olímpica ucraniana.
Chuzhynova representou sua nação nos Jogos Olímpicos de Verão de 2004, em Atenas e participou do Campeonato Mundial de Ciclismo em Estrada de 2004.